# ホリタ
ホリタは、北海道函館市で衣料品店から発展したスーパーマーケット。
北海道のスーパーマーケットのはしりとされる。

## 歴史・概要
1926年（大正15年）8月に堀田政治郎が函館市東雲町で洋服仕立業の「音羽洋服店」を開いたのが始まりである。
1935年（昭和10年）から1944年（昭和19年）までは「堀田裁縫工場」として既製服製造卸業を行っていた。
1949年（昭和24年）に既製服小売業に参入し、1953年（昭和28年）9月11日に資本金150万円で「株式会社 堀田洋服店」を設立した。
1955年（昭和30年）に「株式会社 ホリタストア」へ商号を変更し、1956年（昭和31年）10月に函館市本町に移転して小売専業に転換した。
1957年（昭和32年）2月に本店を函館市若松町に移転した。
1959年（昭和34年）11月に（初代）五稜郭店を開業してスーパーマーケット事業に参入した。
1967年（昭和42年）11月に「株式会社 ホリタ」へ商号を変更した。
1970年（昭和45年）11月16日に「ハイショップホリタ」を開店させ、丸井今井と共に五稜郭地区の核店舗となるなど昭和30年代から昭和40年代にかけて大きく成長した。
>
しかし、昭和40年代後半には不動産投資が裏目に出て財務基盤を棄損する事態に陥ったため、1976年（昭和51年）11月にダイエーと業務提携して役員4名の派遣などを受け入れて経営再建を進め、イトーヨーカ堂・長崎屋・西武百貨店の相次ぐ進出に伴う競争激化にも耐えて、経営再建を果たした。
1988年（昭和63年）9月から「北海道ダイエー」の支援を受けて、ダイエーと業務提携を行っていた棒二森屋系のスーパー「ボーニストア」と商品・運営方法・システムの一体化を進めた。
そして、1990年（平成2年）3月1日に同じく「ボーニストア」と合併して、「北海道ダイエー」の完全子会社の「函館ダイエー」となった。

さらに、1993年（平成5年）10月15日に同じくダイエーの子会社となっていた「西村」の9店舗の営業を譲受して「北海道スーパーマーケットダイエー株式会社」へ商号を変更し、同年11月1日に本社を札幌市に移転した。

## 年表
- 1926年（大正15年）8月[5] - 堀田政治郎が函館市東雲町で洋服仕立業の[1]「音羽洋服店」を開業[8]。
- 1935年（昭和10年）から1944年（昭和19年）[8] - 「堀田裁縫工場」として[9]既製服製造卸業を営業[8]。。
- 1949年（昭和24年） - 既製服小売業に参入[8]。
- 1953年（昭和28年）9月11日[1] - 資本金150万円で[4]「株式会社 堀田洋服店」を設立[1]。
- 1955年（昭和30年） - 「株式会社 ホリタストア」へ商号を変更[8]。
- 1956年（昭和31年）10月 - 函館市本町に移転して小売専業に転換[1]。
- 1967年（昭和42年）11月 - 「株式会社 ホリタ」へ商号を変更[5]。
- 1970年（昭和45年）11月16日 - 「ハイショップホリタ」を開店[11][12]。
- 1976年（昭和51年）11月 - ダイエーと業務提携して役員4名の派遣などを受け入れる[7]。
- 1988年（昭和63年）9月 - 棒二森屋系のスーパー「ボーニストア」と商品・運営方法・システムを一体化[13]。
- 1990年（平成2年）3月1日 - 「ボーニストア」と合併し、「函館ダイエー」となる[14]。
- 1993年（平成5年）
  - 10月15日 - 「西村」の9店舗の営業を譲受し、「北海道スーパーマーケットダイエー株式会社」へ商号を変更[15]。
  - 11月1日 - 本社を札幌市に移転[15]。

## かつて展開されていた店舗

### 函館市

#### 西部地区
- エル・ホリタ[16] → ブティック ホリタ[5]（函館市若松町3-8[5][16]、1970年（昭和45年）11月8日閉店[17]）

売場面積1,332m2
高級な婦人服・洋品雑貨店で、婦人服を中心に子供服やインテリア用品なども販売していた。
店舗跡は商工組合中央金庫になった。
- VAN ホリタ（函館市松風町6-14[5][16]）

売場面積274m2
全国初の「VAN」の名称を許された専門店だった。
- サンチェーン高砂通り店（函館市松風町20-6[19]、1983年（昭和58年）11月25日開店[19]）

函館駅前の高砂通り沿いに当社としては実験的に出店したコンビニエンスストアで、レストラン子会社の「株式会社 九条」が運営していた。
ダイエーグループのコンビニエンスストア再編に伴い、「株式会社 九条」からローソン・ジャパンに営業権を譲渡し、1986年（昭和61年）12月3日に直営の「ローソン函館松風町店」として新装開店した。
- 十字街 ホリタ（函館市末広町7-1[5][16]、1968年（昭和43年）3月8日開店[22]）

売場面積401m2
柏木プラザへの出店に伴うスクラップアンドビルドで閉店となった。
- 銀座店（函館市宝来町22-18[24][5][16]、1965年（昭和40年）4月4日開店[24]）

売場面積407m2
中村鎭が特許を取った「中村式ブロック」を用いた鉄筋コンクリート造の建物では1920年（大正9年）10月と最初に着工した映画館「錦輝館」の建物に出店していた。

#### 中央地区
- （初代）五稜郭店（函館市本町88[26][27]、1959年（昭和34年）11月開店[10][26]）

売場面積825m2
- （2代目）ハイショップホリタ五稜郭店（函館市本町22-2[28]、1970年（昭和45年）11月16日開店[11][12]）

敷地面積約2,053m2、鉄筋コンクリート造地下1階地上7階建て塔屋1階、延べ床面積約10,921m2、店舗面積約6,620m2（当社店舗面積約5,486m2）、駐車台数約50台。
開業時点では、地下1階が食品で、1階が衣料品や雑貨を扱うファッション、2階が若者向け、3階が婦人向け、4階が家電や住関連雑貨、5階が下着・玩具・催事場、6階がレストラン街、7階がプレイランドとなっていた。
オイルショック以降は高級家具などの高級品の売上が伸び悩んだこともあり、ダイエーとの提携後は大衆化路線へ転換し、商品構成を大きく変更した。
（2代目）ショツパーズプラザ湯の川店の開業に伴い、差別化の為に再び都心型店に相応しい高級品や専門店の導入などを行う店舗形態へ方向転換を図り、1984年（昭和59年）8月15日に6階にバラエティーマート「おもしろ横丁」を開設するなどして新装開店した。
開店以来初の地下食品売り場の改装を行って、多段式の冷蔵ケースの導入などで生鮮食品の品揃えを約2倍に増やし、1985年（昭和60年）12月7日に新装開店した。
- 堀川町店（函館市千代ヶ岱町2-4[5][16]、1963年（昭和38年）4月開店[26]）

売場面積825m2
- 柏木店（函館市柏木町11-1[33]、1976年（昭和51年）12月1日開店[34]）

延べ床面積約8,092m2、売場面積1,489m2
五稜郭地区と湯川地区の中間にあるマンション「ホリタ柏木プラザ」に併設して出店していた。
- 港店（函館市港町1-20-17[36]、1972年（昭和47年）7月開店[36]）

売場面積277m2
- 田家店（函館市田家町14-32[33][36]、1972年（昭和47年）8月開店[36]）

売場面積370m2

#### 東央地区
- 深堀店（函館市深堀町22-45[24][5][16]、1966年（昭和41年）10月1日開店[24]）

売場面積174m2
- （初代）湯川店（函館市湯川町2-18-5[16]、1967年（昭和42年）6月17日開店[34]）

延べ床面積約1,778m2、売場面積758m2 → 1,476m2

近隣の一次商圏をがっちりと抑え、末期には売上高14億円から15億円を上げていた。
- （2代目）ホリタショツパーズプラザ湯の川店（現・イオン湯川店、函館市湯川町3-14-15[39]、1981年（昭和56年）10月1日[40]）
敷地面積約8,000m2[41]、地上2階建て・一部4階建て[42]、延べ床面積約12,007m2[28]、店舗面積5,500m2[42] → 6,000m2[42]。駐車台数約600台[41]。
ホクシー（企業としては現・王子ネピア）函館工場跡にテーオー小笠原グループのテーオーハウスが建設したビルの核店舗として開店した[39]。
開業後1年間は売場面積が5,500m2で、2年目以降が6,000m2とされていたため、開業1年後に増床することになった[42]。駐車台数約600台[41]。
開業時には3階と4階には本社機能が入居し[43]、函館ダイエーとなった後も本社を置いていた[44]。

#### 北部地区
- 富岡店（函館市富岡町1-24-1[33]、1972年（昭和47年）11月10日開店[34]）

延べ床面積約1,048m2、売場面積485m2 → 579m2
- 赤川店（函館市美原1-19-22[36]、1973年（昭和48年）4月開店[36] - 1983年（昭和58年）10月閉店[45]）

売場面積397m2
地元のスーパーを借りて出店していた小型スーパーだったが、長崎屋とイトーヨーカ堂が赤川地区に進出したことにより業績が低迷し、1983年（昭和58年）10月に閉店した。
国道5号線と産業道路の交差点の一角の石川町の「日産サニー」(現・函館日産自動車石川店)の隣接地に約3,000坪の土地を確保して、スクラップアンドビルドの形で店舗面積約7,000m2の（2代目）赤川店の出店を目指していた。
- 亀田店（函館市亀田町20-6[24]、1971年（昭和46年）7月24日開店[24]）

売場面積198m2
- 山の手店（函館市山の手2-35[47]、1989年（平成元年）4月26日[47]）
平屋建て・延べ床面積約830m2[48]、店舗面積約500m2[48]。駐車台数約40台[48]。

### 伊達市
- 伊達店（伊達市梅本町37[49]、1986年（昭和61年）12月5日[3] - 2009年（平成21年）9月30日[50]）
敷地面積約8,246m2[49]、延べ床面積約4,455m2[49]、店舗面積2,000m2[49]。
鉄筋コンクリート造平屋建てで、屋上駐車台数約110台と平面駐車場約210台を併設していた[49]。

### 札幌市
- 札幌北店（札幌市北23条西5丁目[51]）

売場面積826m2
- 札幌南店（札幌市南2条西2丁目[51]）

売場面積992m2

## 過去に存在した事業所
- 堀田裁縫工場（函館市東雲町14[9]、1931年（昭和6年）12月開設[9]）
- 総合流通センター（亀田市字昭和358[5]）
- 畜産農場（亀田郡亀田村亀山[6]、1961年（昭和36年）5月開設[6]）

敷地面積約16,500m2
1階が豚舎で2階が鶏舎となった畜舎で、養豚と養鶏を行い、鶏卵および鶏肉と豚肉の直営生産を行っていた。

## 過去に存在した関連会社
- 株式会社 九条

1974年（昭和49年）に「ハイショップホリタ」6階に開店し、1975年（昭和50年）に隣接地に別館を開設した。
別館は建替えられ、1985年（昭和60年）12月に「ホリタファインビル」の完成に伴い、その1階と2階に新装開店した。
札幌市や苫小牧市にも出店したが撤退し、ホリタの各店舗でのファーストフード店やワイン・リキュール部門の運営を担当した。
- 蔵屋[3]
- 株式会社 ホリタ不動産開発（函館市湯川町2-18-8[53]）

森町赤井川地区で別荘地「ホリタ大沼ハイランド」（約83万ha）の分譲などを手掛けていた。
- 株式会社 ハウジングホリタ[3]（札幌市南11条西7丁目[54]）

家具・照明器具販売。